# Râul Bălăcel
Râul Bălăcel este un curs de apă, afluent al râului Burdea. 